# کامرون دارکوا
کامرون دارکوا (انگلیسی: Cameron Darkwah؛ زادهٔ ۲ سپتامبر ۱۹۹۲) بازیکن فوتبال اهل بریتانیا است.
از باشگاه‌هایی که در آن بازی کرده‌است می‌توان به باشگاه فوتبال استوک‌پورت کانتی، باشگاه فوتبال چورلی، باشگاه فوتبال هالیفاکس تاون، باشگاه فوتبال کولوین بای، و باشگاه فوتبال ایلکستون اشاره کرد.